# Yoo Sun
Yoo Sun (Hangul: 유선, Hanja: 裕善), tên thật là Hwang Yoo-sun (Hangul: 왕유선, Hanja: 王裕善, sinh ngày 11 tháng 2 năm 1976), là một nữ diễn viên kịch nghệ, điện ảnh và truyền hình Hàn Quốc. Cô trở thành một gương mặt quen thuộc với khán giả sau thành công của Bốn chàng quý tử và loạt phim truyền hình cuối tuần.

## Tiểu sử
Yoo Sun được sinh ra và lớn lên ở Seoul, Hàn Quốc.Từ nhỏ đã có niềm đam mê với diễn xuất, Yoo Sun đã theo học trường Đại học Nghệ Thuật Quốc gia Seoul,thử sức với nhiều lần thử giọng, trong khoảng thời gian đầu vào nghề vì chưa thành công ở lần thử giọng nào nên cô đã có một công việc bán thời gian cho một chương trình trực tuyến Movie A to Z, và sau đó được debut với vai trò MC cặp với Moon Seong Geun cho Movie and Popcorn của đài KBS.
Khi sự nghiệp đang phát triển ở cả hai mảng truyền hình và điện ảnh với My too perfect Sons và Moss, Yoo Sun quyết định kết hôn với người bạn trai 10 năm của mình Cha Hyo Joo.Và nhanh chóng quay trở lại sự nghiệp với bộ phim Nữ phi công xinh đẹp

## Danh sách phim

### Phim truyền hình
| Năm       | Tên Phim                                 | Vai diễn                  | Đài (nơi trình chiếu) |
| --------- | ---------------------------------------- | ------------------------- | --------------------- |
| 1999      | Hometown of Legends "Sang-sa-yo"         |                           | KBS2                  |
| 2001      | MBC Best Theater "An Incomplete Love"    |                           | MBC                   |
| 2002      | The Shining Sunlight                     | Choi Joon Hee             | MBC                   |
| 2002      | The Great Ambition                       | Dan Ja Yeon               | SBS                   |
| 2003      | South of the Sun                         | Lee Min Joo               | SBS                   |
| 2004      | Into the Storm                           | Yoo Jin Kyung             | SBS                   |
| 2004      | Little Woman                             | Jung Mi Deuk              | SBS                   |
| 2005      | Sweet Spy                                | Park Eun Joo              | MBC                   |
| 2006      | Singles Game                             | Han Young-eun             | SBS                   |
| 2007      | Lobbyist                                 | Eva                       | SBS                   |
| 2007      | That Woman Is Scary                      | Choi Young Rim            | SBS                   |
| 2008      | General Hospital                         | Jang Shik Jin (cameo 3-4) | SBS                   |
| 2008      | Terroir                                  | Ahn Ji-sun                | SBS                   |
| 2009      | My Too Perfect Sons (Bốn Chàng Quý Tử)   | Kim Bok Shil              | KBS2                  |
| 2012      | Nữ Phi Công Xinh Đẹp                     | Choi Ji Won               | SBS                   |
| 2012      | Horse Doctor (Mã Y)                      | Jang In Joo               | MBC                   |
| 2013      | Drama Festival Surviving in Afica        | Kang Min Joo              | MBC                   |
| 2015      | Life Tracker Lee Jae-goo                 | Song Yeon Hee             | SBS                   |
| 2015      | Gia Đình Bá Đạo                          | Lee Do Kyung              | MBC                   |
| 2016–2017 | Our Gap-Soon (Hương Vị Hôn Nhân)         | Shin Jae Soon             | SBS                   |
| 2017      | Criminal Mind                            | Na Na Hwang               | tvN                   |
| 2018      | Cô Tiên Dọn Dẹp                          | Trợ lý Gwon               | JTBC                  |
| 2019      | Mother Of Mine (Con gái xinh đẹp của mẹ) | Kang Mi- Seon             | KBS2                  |
| 2020      | Get Revenge                              | Kim Tae Oh                | TV Chosun             |
| 2021      | Hush                                     | Yang Yoon Kyung           | JTBC                  |
| 2021      | Move to heaven                           | Kang Eun Jeong            | Netfilx               |
| 2022      | Eve (Thiên nga bóng đêm)                 | Han Sora                  | tvN                   |
| 2023      | Paper Moon                               | [ 3 ]                     | KT Seen               |
| 2023      | Queen of the Mask                        |                           | Channel A             |

### Phim điện ảnh
| Năm  | Tên                                 | Vai diễn             |
| ---- | ----------------------------------- | -------------------- |
| 1999 | Mayonnaise                          | Ara                  |
| 2000 | www.whitelover.com (short film)     | Ha-yan               |
| 2003 | The Uninvited (Vị khách không mời)  | Hee Eun              |
| 2004 | The Big Swindle                     | Jung In- Sook        |
| 2005 | The Wig (Tóc ma)                    | Ji Hyeon             |
| 2007 | Black House (Căn nhà tối)           | Shin Yi Hwa          |
| 2007 | Moss (Rêu)                          | Lee Yeong Ji         |
| 2011 | GLove                               | Na Joo Won           |
| 2011 | Romantic Heaven                     | Yeom Kyeong Ja       |
| 2012 | Never Ending Story                  | Je Soo               |
| 2012 | Gabi                                | Sadako               |
| 2012 | Don't Cry Mommy (Mẹ ơi đừng khóc)   | Kim Yoo Rim          |
| 2015 | The Chosen: Forbidden Cave          | Geum Joo             |
| 2015 | Himalaya                            | Choi Seon Ho (cameo) |
| 2015 | Never Said Goodbye                  | Soo Jung             |
| 2017 | The Preparation (Ngày không còn mẹ) | Moon Kyeong          |
| 2019 | Real Culprit (Thủ phạm thực sự)     | Jung Da Yun          |
| 2019 | My first Cilent (Thân chủ đầu tiên) | Kang Ji Sook         |
| 2021 | Sweet & Sour                        |                      |
| 2022 | Good Morning (Ngày mới tốt lành)    | Seo Jin              |

## Chương trình truyền hình
| Năm  | Tên chương trình                         | Tập (ep) | Vai trò                                               |
| ---- | ---------------------------------------- | -------- | ----------------------------------------------------- |
| 2022 | Earth in the House                       | full     | MC                                                    |
| 2021 | Immobility                               | 1-12     | Thành viên thường xuyên                               |
| 2019 | Where is my home ?                       | 57       | Khách mời                                             |
| 2018 | Problem child in house                   | 153      | Khách mời                                             |
| 2018 | Happy toghether:Season 4                 | 28       | Khách mời (cùng với dàn cast Con gái xinh đẹp của mẹ) |
| 2017 | Same bed, different dreams 2             | 151      | MC đặc biệt                                           |
| 2015 | Real Man:Female soldier special-Season 3 | 119-129  | Thành viên thường xuyên                               |
| 2010 | Running Man                              | 234-235  | Khách mời                                             |
| 2007 | Happy together:Season 3                  | 231      | Khách mời                                             |
| 2007 | Radio Star                               | 440      | Khách mời                                             |

## Giải thưởng và đề cử
| Năm  | Giải thưởng                                           | Hạng mục                                                 | Phim                     | Kết quả   |
| ---- | ----------------------------------------------------- | -------------------------------------------------------- | ------------------------ | --------- |
| 2003 | SBS Drama Awards                                      | Best Supporting Actress                                  | South of the Sun         | Đoạt giải |
| 2004 | 41st Grand Bell Awards                                | Best Supporting Actress                                  | The Uninvited            | Đề cử     |
| 2004 | SBS Drama Awards                                      | New Star Award                                           | Little Women             | Đoạt giải |
| 2004 | SBS Drama Awards                                      | Excellence Award, Actress in a Serial Drama              | Into the Storm           | Đoạt giải |
| 2005 | SBS Drama Awards                                      | Special Award in MC category                             | Million Dollar Mystery   | Đoạt giải |
| 2007 | 28th Blue Dragon Film Awards                          | Best Supporting Actress                                  | Black House              | Đề cử     |
| 2007 | SBS Drama Awards                                      | Excellence Award, Actress in a Serial Drama              | That Woman Is Scary      | Đoạt giải |
| 2008 | 2nd Korea Drama Awards                                | Excellence Award, Actress                                | That Woman Is Scary      | Đề cử     |
| 2009 | 17th Korean Culture and Entertainment Awards          | Excellence Award, Actress in a Drama                     | My Too Perfect Sons      | Đoạt giải |
| 2009 | KBS Drama Awards                                      | Best Couple Award with Lee Pil-mo                        | My Too Perfect Sons      | Đoạt giải |
| 2009 | KBS Drama Awards                                      | Excellence Award, Actress in a Serial Drama              | My Too Perfect Sons      | Đoạt giải |
| 2010 | 5th Asia Model Festival Awards                        | BBF Popular Star Award                                   | —                        | Đoạt giải |
| 2010 | 31st Blue Dragon Film Awards                          | Best Supporting Actress                                  | Moss                     | Đề cử     |
| 2011 | 32nd Blue Dragon Film Awards                          | Best Supporting Actress                                  | GLove                    | Đề cử     |
| 2012 | SBS Drama Awards                                      | Excellence Award, Actress in a Drama Special             | Take Care of Us, Captain | Đề cử     |
| 2012 | MBC Drama Awards                                      | Top Excellence Award, Actress in a Special Project Drama | Horse Doctor             | Đề cử     |
| 2015 | MBC Drama Awards                                      | Giải thưởng làm việc theo nhóm xuất sắc nhất             | Real Man                 | Đoạt giải |
| 2019 | Giải thưởng Ngày văn hoá giải trí của người tiêu dùng | Nữ diễn viên của năm do khán giả bình chọn               | Con gái xinh đẹp của mẹ  | Đoạt giải |
| 2022 | 8th APAN Star Awards                                  | Excellence Award, Actress in a Miniseries                | Eve                      | Đoạt giải |